# Armée républicaine irlandaise provisoire
Pour les articles homonymes, voir Pira, Armée républicaine irlandaise et Óglaigh na hÉireann.
L'Armée républicaine irlandaise provisoire (irlandais : Óglaigh na hÉireann, anglais : Provisional Irish Republican Army, PIRA), devenue l'Armée républicaine irlandaise, est une organisation paramilitaire républicaine irlandaise considérée comme terroriste par l'Irlande, et le Royaume-Uni,, qui, de 1969 à 1997, a milité pour l'indépendance complète de l'Irlande du Nord vis-à-vis de la monarchie du Royaume-Uni, et l'instauration d'un État républicain libre et souverain sur l'ensemble de l'île d'Irlande (Éire Nua, Nouvelle Irlande).
Plus puissante organisation républicaine du conflit nord-irlandais, l'IRA provisoire est soupçonnée d'être responsable de la mort de 1 824 personnes entre juillet 1969 et décembre 2001, tandis que 275 membres du groupe trouvent la mort durant les Troubles.

## Nature de l'IRA provisoire

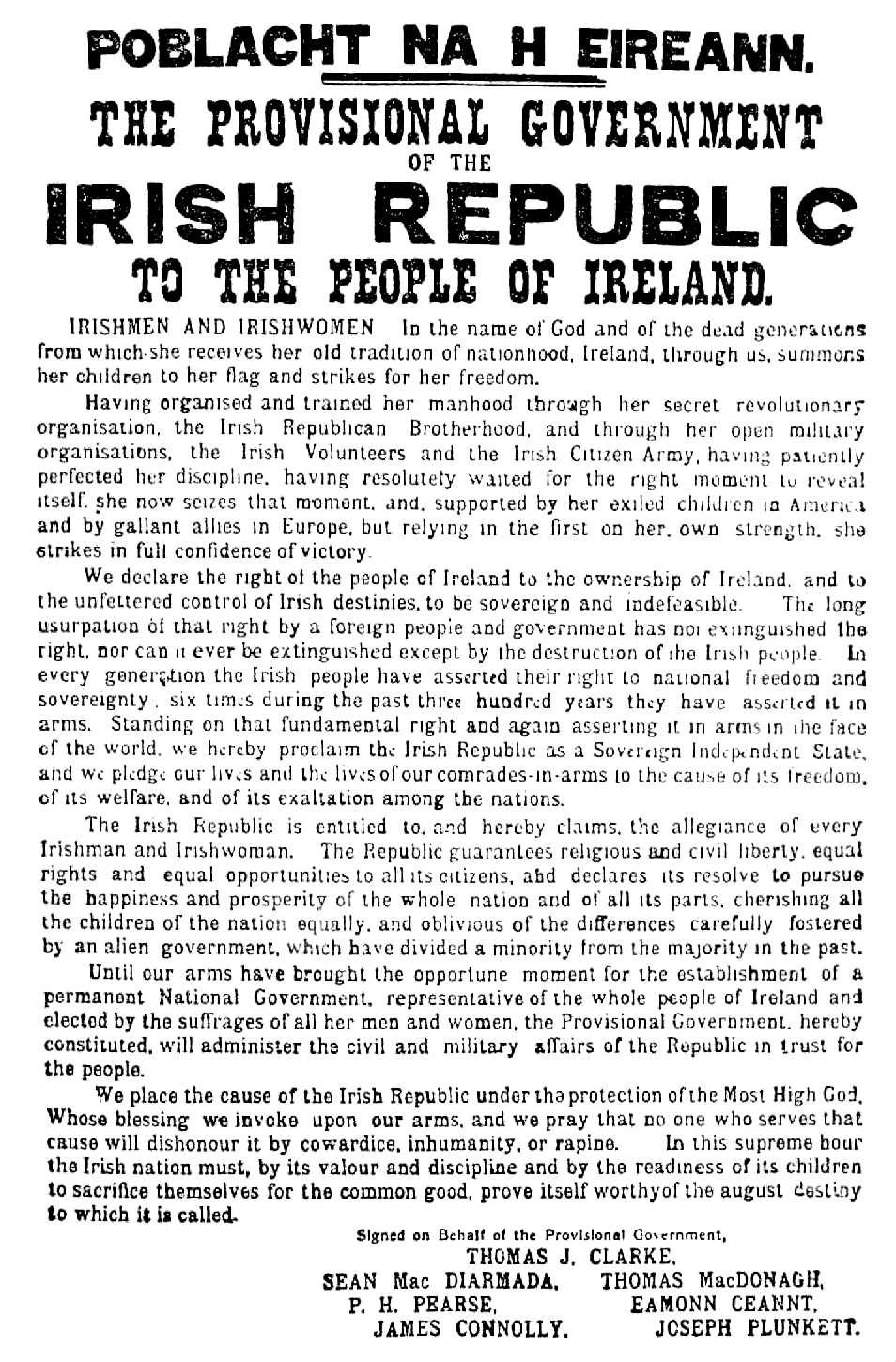
Proclamation de la République irlandaise lors de l'insurrection de Pâques.

Scission de la frange de la première IRA opposée au Traité anglo-irlandais, la Provisional Irish Republican Army se considère comme la seule héritière de l'insurrection républicaine de Pâques 1916. L'appellation « provisoire » fait référence au Provisional Government of the Irish Republic (Gouvernement provisoire de la République irlandaise), utilisé par les insurgés dans leur proclamation de la République irlandaise. Lors de la General Army Convention de septembre 1970, l'organisation adopte le seul nom d'Irish Republican Army, mais le qualificatif de « provisional » et les surnoms associés continuent par la suite d'être utilisés pour désigner l'organisation et ses membres.
L'IRA provisoire se désigne par l'expression gaélique Óglaigh na hÉireann (« les Soldats d'Irlande ») ou comme Irish Republican Army. Ils reçoivent différents surnoms : Provos, Provies… L'IRA officielle l'appelle au moment de la scission la Provisional Alliance (« Alliance provisoire »), l'accusant d'alliance avec le parti de droite du sud de l'île, le Fianna Fáil. L'IRA provisoire a reçu un temps le surnom de the Pinhead en référence à leur utilisation d'une broche plutôt que d'un autocollant (préféré par les Officiels) pour arborer le « lys de Pâques », symbole de l'insurrection de 1916.
Pour les forces de sécurité britanniques, l'activité de l'IRA provisoire est considérée comme du terrorisme,. Pour la PIRA et ses partisans, il s'agit d'une insurrection et une résistance militaire à l'occupation et à l'impérialisme britannique et les volunteers sont des « combattants de la liberté ». Les historiens sont partagés sur ces qualifications, parlant parfois d'insurrection ou de résistance, certains refusant l'usage du terme « terrorisme »,.
L'IRA provisoire est visée dès 1974 par la législation antiterroriste britannique (le Prevention of Terrorism Acts puis le Terrorism Act 2000) et ainsi placée sur la liste officielle des organisations terroristes du Royaume-Uni. La condamnation maximum pour appartenance ou soutien à un groupe interdit est de 5 ans d'emprisonnement et d'une amende illimitée selon le Prevention of Terrorism Acts de 1974 et de 10 ans et une amende illimité selon le Terrorism Act 2000. L'IRA provisoire est par ailleurs aussi considérée terroriste en Irlande, selon l'Unlawful Organisation (Suppression) Order 1939 en français : « Ordre de dissolution d'une organisation illégale de 1939 »,,. Le Département d'État des États-Unis désigne l'organisation comme « Group of Concern » (« groupe préoccupant »), sans l'inscrire sur sa liste officielle des groupes terroristes, procédure sans effet légal.

## Historique

### 1969: scission
Les premiers actes de violence du conflit nord-irlandais sont le fait des loyalistes de l'Ulster Volunteer Force, fondé en 1966, mais sont souvent, à l'époque, attribués à tort à l'Irish Republican Army. En 1969, l'Irish Republican Army est moribonde. À la suite de sa Campagne des frontières de 1956 à 1962, elle avait enterré ses armes (vendues par la suite en 1968 à la Free Wales Army),. L'été 1969, des émeutes opposant catholiques et protestants secouent l'Irlande du Nord, forçant l'Armée britannique à intervenir pour séparer les deux communautés. L'IRA ne réagit guère, contrevenant à son rôle traditionnel, celui de défendre la minorité catholique, la direction de Cathal Goulding, alors Chef d'État-major, privilégiant l'action politique à l'action militaire.
Le 24 août 1969 à Andersonstown, une banlieue de Belfast, plusieurs partisans d'un réarmement de l'organisation se réunissent secrètement, tant des vétérans (Billy McKee, Joe Cahill, Leo Martin) que de nouveaux Volunteers (Séamus Twomey, Gerry Adams). Soutenu par la majorité des unités de l'IRA de Belfast, ce groupe pose un ultimatum le 22 septembre à Cathal Goulding et au Quartier général de l'armée, accusés de trahison et sommés de démissionner. À la mi-décembre, la Convention générale extraordinaire de l'armée, réunie dans un village d'Irlande et formée principalement de supporters de Cathal Goulding, décide de mettre fin à l'abstentionnisme qui caractérise depuis ses débuts le mouvement républicain pour former un Front de libération national avec l'extrême gauche. Refusant ces motions, Seán MacStíofáin, Chef du renseignement de la brigade de Belfast, réunit une nouvelle convention à Belfast peu de temps après, rendant effective la scission. La nouvelle organisation prend le nom de Provisional Irish Republican Army et nomme Seán MacStíofáin comme Chef d'État-major, tandis que les partisans de Cathal Goulding sont appelés Official Irish Republican Army (ou National Liberation Front par moquerie). Le 11 janvier 1970, l'Ard Fheis (nom gaélique du congrès du parti) du Sinn Féin à Dublin soutient à 154 voix contre 104 la ligne politique suivie par les Officials. Ses opposants forment le Provisional Sinn Féin, tandis que ses partisans se renomment Official Sinn Féin. Ruairí Ó Brádaigh devient président du Sinn Féin provisoire,.
Si en Irlande les Volunteers ont principalement rejoint l'IRA officielle, en Irlande du Nord, les Provisoires récupèrent 27 compagnies (fortes chacune de 12 à 40 membres) à la suite de la scission, soit moins de 500 Volunteers, et des armes pour n'en armer que 200.

### 1970-1971: de la défense des ghettos à l'attaque contre la présence britannique
Lors du premier Conseil de l'Armée, au début 1970, l'IRA provisoire se fixe trois objectifs : préparer la défense des ghettos catholiques, principalement nationalistes, pour l'été (saison des parades de l'Ordre d'Orange et des Apprentice Boys of Derry), riposter en cas d'agression de l'Armée britannique contre les quartiers nationalistes et enfin, préparer une future offensive visant à mettre fin à la présence britannique en Irlande.
Pourtant, les relations entre la PIRA et l'Armée britannique, venue protéger les catholiques des risques de pogroms, ne sont pas mauvaises au début de l'année 1970. Le retour des violences sectaires et policières au cours du printemps, et en particulier l'attitude des forces de l'ordre lors d'une émeute loyaliste à Ballymurphy pendant les commémorations de l'insurrection de Pâques, pousse la population catholique à demander l'aide de l'IRA provisoire pour sa protection. Le 27 juin, elle est ainsi appelée à la rescousse par les catholiques de Short Strand, un quartier de Belfast, pour protéger une église menacée par une émeute loyaliste. Cette première action de l'IRA provisoire, appelée bataille de Saint Matthew du nom de l'église, fait trois victimes, dont le premier Volunteer mort dans le conflit,.
Au printemps, David O'Connell est envoyé à New York pour réactiver les réseaux de la diaspora irlandaise. L'Irish Northern Aid Committee (NORAID) est ainsi fondé en avril 1970, officiellement pour soutenir la lutte politique des républicains, mais plus certainement pour financer l'achat d'armes. Au cours de l'année 1970, l'IRA provisoire s'équipe de fusils, fusils d'assaut FN Herstal et carabines M1. À partir du mois d'août, elle lance une campagne de sabotages économiques par des attentats à la bombe. Si elle hésite encore à s'attaquer à l'armée britannique, elle tue deux policiers de la Royal Ulster Constabulary (RUC) le 11 août. Elle étend en outre son action à une activité de police dans la communauté catholique, tant contre la délinquance que contre la collaboration avec les Britanniques. En septembre, Seán MacStíofáin est réélu à la tête de l'organisation, tandis que Tom Maguire, le dernier survivant du premier Dáil Éireann qui lança la guerre d'indépendance irlandaise, apporte son soutien au Sinn Féin provisoire.
Au début de l'année 1971, l'Armée britannique entame des pourparlers avec la PIRA, espérant qu'elle limite la violence des ghettos catholiques qu'elle contrôle (Andersonstown, Clonard, Ballymurphy, New Lodge et Ardoyne). Mais en février, l'Armée réinvestit ces quartiers, et le 6, l'IRA provisoire tue le premier soldat britannique du conflit au cours d'une émeute à Belfast, sans l'avoir précisément ciblé. Un affrontement entre l'IRA officielle et l'IRA provisoire suit la reprise des opérations de quadrillage de l'Armée britannique. Le 9 août, le nouveau Premier ministre Brian Faulkner introduit l'internement prévu par le Special Powers Act lors de l'opération Demetrius, visant spécifiquement le camp républicain. Les attentats de la PIRA visent alors des cibles économiques, ne s'attaquant plus directement et systématiquement à l'Armée britannique et à la RUC qu'à partir de la fin de l'année 1971. Le 5 septembre, l'organisation propose un plan de paix aux Britanniques, resté sans réponse.

### 1972: guérilla et cessez-le-feu
Soutenue activement par la population catholique d'Irlande du Nord, l'IRA provisoire multiplie les opérations de guérilla rurale et urbaine. Entre 1971 et 1972, elle tisse des liens avec le Front populaire de libération de la Palestine, le Fatah, le Front populaire de libération du Golfe arabique occupé, Euskadi ta Askatasuna et le Front de libération de la Bretagne (signant un communiqué commun avec ces deux dernières). La filière de trafic d'armes depuis les États-Unis approvisionne désormais l'organisation en fusil Armalite (essentiellement des AR 18). Convaincus de leur victoire prochaine, les républicains appellent 1972 l'« année de la victoire ».
Mais le 30 janvier, le 1er bataillon parachutiste de l'Armée britannique tire sur une marche pacifiste de la Northern Ireland Civil Rights Association, tuant 14 personnes. C'est le Bloody Sunday. Les soldats prétendirent avoir riposté à des tirs de l'IRA, mais tant les membres de la PIRA que ceux de l'OIRA étaient venus sans armes. Cet événement donne une publicité inattendue à la cause irlandaise et fait gonfler les rangs de l'IRA provisoire.
Le 10 mars, l'IRA provisoire annonce un cessez-le-feu de 72 h, demandant le retrait de l'Armée britannique, l'abolition du Parlement d'Irlande du Nord et l'amnistie des républicains emprisonnés en Irlande et au Royaume-Uni. Le 13, Harold Wilson, Joe Haines et Merlyn Rees se rendent à Dublin et y rencontrent secrètement David O'Connell, Joe Cahill et John Kelly dans la maison du Teachta Dála John O'Connell, mais les pourparlers tournent courts. Quatre jours après l'explosion meurtrière d'une voiture piégée de la PIRA à Belfast, le 24 mars, le Direct Rule est introduit en Irlande du Nord. Le 31 mai, Joe Cahill et Ruairí Ó Brádaigh sont arrêtés en Irlande.
Le 13 juin, lors d'une conférence de presse à Derry, l'IRA provisoire propose de cesser toute activité militaire si le Secrétaire d'État pour l'Irlande du Nord William Whitelaw accepte de rencontrer ses représentants. Celui-ci refuse publiquement, mais les négociations continuent secrètement. Le 22 juin, l'IRA provisoire annonce un cessez-le-feu débutant le 26 juin à minuit. Des pourparlers secrets sont organisés : le 7 juillet, Seán MacStíofáin, Séamus Twomey, Ivor Bell, Dáithí Ó Conaill, Gerry Adams et Martin McGuinness pour les républicains, et William Whitelaw, Paul Channon, Philip Woodfield et Frank Steele pour les Britanniques, se rencontrent à Londres. Condition de la trêve, le Special Category Status, un statut politique pour les prisonniers paramilitaires, est mis en place.
Le cessez-le-feu est rompu le 9 juillet mais les rencontres secrètes entre l'IRA provisoire et le gouvernement britannique continuent. Le 21 juillet, c'est le Bloody Friday : 22 bombes de l'IRA provisoire explosent à Belfast. Des avertissements sont donnés, mais, imprécis, ils sont inefficaces et les attentats font neuf morts. Dix jours plus tard, l'Armée britannique investit les zones sous contrôle de la PIRA lors de l'opération Motorman.
À la fin de l'année 1972, plusieurs arrestations touchent la direction du mouvement républicain : Máire Drumm, Seán MacStíofáin (remplacé au poste de Chef d'État-major par Ruairí Ó Brádaigh), Martin McGuinness, Joe Cahill, Séan Ó Brádaigh et Ruairí Ó Brádaigh. Malgré ces arrestations et les conflits entre l'aile conservatrice et l'aile gauche de l'IRA provisoire, l'organisation se procure de nouvelles armes : lance-roquettes RPG-7, mortiers, fusils.

### 1973-1976: extension, répression et trêve
À la suite de vagues d'arrestations fin 1972 et durant 1973, le Conseil de l'Armée choisit de transformer la structure du groupe pour le protéger de la répression et de l'infiltration. L'organisation paramilitaire en brigades est conservée mais des petites cellules de trois à quatre personnes, plus cloisonnées, sont créées. Ce changement se fait progressivement durant la seconde moitié des années 1970,,. Séamus Twomey devient chef d'état-major à la suite de l'arrestation de Joe Cahill, mais il est remplacé par Éamonn O'Doherty après sa propre arrestation en septembre 1973 puis reprend le poste en 1974,. Dáithí Ó Conaill et Séamus Twomey entament une orientation vers la gauche tout en maintenant une activité armée.
Si, lors de la grève loyaliste de février 1973, la PIRA tente de convaincre les loyalistes que leurs objectifs sont les mêmes, lors de celle de 1974, elle organise la protection des quartiers catholiques contre de possibles pogroms,. En 1973, elle fait paraître en Irlande un livre-bilan, interdit, Freedom Struggle. Tant l'IRA provisoire que le gouvernement britannique reconnaissent l'impossibilité d'une victoire militaire, mais si la PIRA veut pousser la Grande-Bretagne à négocier une trêve, les Britanniques tentent de détourner les républicains et les nationalistes modérés de la violence,.
La puissance militaire de l'organisation est améliorée avec des missiles SAM-7 et des détonateurs à télécommande, l'IRA provisoire tentant, depuis le Bloody Friday, de limiter au maximum les victimes civiles (les Britanniques brouillent en 1976 le signal de ces détonateurs, faisant exploser les bombes trop tôt). Le 28 mars 1973, Joe Cahill est interpellé sur le bateau Claudia au large de l'Irlande. Le navire transporte 5 tonnes d'armes, munitions et explosifs en provenance de Libye. En plus d'attentats à la bombe et d'attaques contre la police et l'armée en Irlande du Nord, la PIRA lance des opérations prouvant son soutien populaire : défilé en armes dans Andersonstown en février 1974, blocage des axes de circulation de Belfast le 9 avril 1974, grève dans le secteur de l'électricité à Newry en août 1974… Dans le sud du comté d'Armagh, l'IRA provisoire est particulièrement active (utilisant parfois le prête-nom South Armagh Republican Action Force), au point qu'on le surnomme « République libre de South Armagh ». Dans une optique de démoralisation, elle crée le British Deserters Group qui organise la fuite vers la Suède de déserteurs de l'armée britannique. Alors qu'en Grande-Bretagne l'organisation est encore légale, le Conseil de l'Armée décide de viser Londres au début de l'année 1973. Si une première bombe explose le 8 mars, la campagne d'attentats (attentats des pubs de Birmingham, attentats des pubs de Guildford…) débute réellement en août 1973.
En 1974, plusieurs prisonniers responsables d'attentats à Londres entament une grève de la faim. Le 3 juin, l'un d'eux meurt à la prison de Parkhurst après avoir été nourri de force. Le 31 octobre 1973, Séamus Twomey, Joe B. O'Hagan et Kevin Mallon s'échappent en hélicoptère de la prison de Mountjoy. Des tunnels sont creusés par les prisonniers du Maze qui organisent de vastes filières d'évasion. Avec la politique de criminalisation et la fin du Special Category Status le 1er mars 1976, des prisonniers républicains, principalement des membres de l'IRA provisoire, débutent la Blanket protest en refusant de porter l'uniforme des prisonniers de droit commun.
En décembre 1974, des membres du clergé protestant rencontrent la direction de l'IRA provisoire, dont Séamus Twomey et Dáithí Ó Conaill, pour tenter de les décider à mettre fin à sa campagne militaire. Le 22 décembre, l'organisation déclare un cessez-le-feu de 11 jours (étendu par la suite jusqu'au 16 janvier), proposant des pourparlers avec le gouvernement britannique. Des rencontres secrètes ont lieu entre des représentants du gouvernement et du Provisional Sinn Féin. L'IRA provisoire accepte une trêve bilatérale le 8 ou le 9 février,. Durant les rencontres, Michael Oatley et James Allan représentent les Britanniques, Ruairí Ó Brádaigh et Billy McKee le Conseil de l'Armée. Des assassinats sectaires dès le mois d'avril troublent la trêve qui n'existe plus que de nom au mois de septembre. Les rencontres entre la PIRA et les Britanniques cessent le 10 février 1976.

### 1977-1990: conflit desH-Blockset électoralisme
La Blanket protest s'intensifie dans les H-Blocks (surnom des bâtiments de la prison du Maze, en forme de « H », construit pour recevoir les prisonniers paramilitaires après la fin du Special Category Status), réunissant autour de 150 participants en 1977 et le double l'année suivante,. En mars 1978, les prisonniers décident de déclencher une nouvelle action, une grève de la propreté, appelée Dirty protest. En 1979, près de 500 prisonniers y participent. Après une première grève de la faim débutée le 27 octobre 1980 par des membres de l'IRA provisoire et de l'Irish National Liberation Army qui aboutit à un accord officieux entre le Northern Ireland Office et la PIRA, une deuxième est lancée le 1er mars 1981 par Bobby Sands, un officier de l'organisation. Le conflit des prisonniers républicains atteint avec elle une audience internationale, renforcée par l'intransigeance de la Première ministre du Royaume-Uni Margaret Thatcher. Le 10 avril, Bobby Sands est élu à la Chambre des communes du Royaume-Uni et le 11 juin, Kieran Doherty est élu Teachta Dála, attestant du soutien populaire dont jouissent les prisonniers. Ils meurent tous deux avec neuf autres prisonniers pendant la grève de la faim. Durant les sept mois de grève, 40 personnes (dont 5 civils) sont tuées par l'IRA provisoire. Les officiers surveillants de prison deviennent des « cibles légitimes ».
Au milieu des années 1980, le trafic d'armes en provenance des États-Unis devient plus compliqué après la capture au large de l'Irlande du Marita Ann le 29 septembre 1984. L'IRA provisoire se fournit désormais auprès du président libyen Mouammar Kadhafi. En août 1985, le Kula leur apporte sept tonnes d'armes et de munitions, dont 70 AK-47 et des pistolets Forjas Taurus. Deux mois plus tard, il ramène de Libye dix tonnes d'armes dont 100 AK-47 et 10 mitrailleuses. Son troisième voyage en juillet 1987 comprend 14 tonnes d'armes dont des missiles surface-air. Le 27 ou le 30 octobre 1987, le Eksund est intercepté en Bretagne par les Douanes françaises à son retour de Libye. Son chargement de 150 tonnes comprend 20 missiles SAM-7, 1 000 AK-47, des mitrailleuses lourdes, des mortiers, du Semtex, des grenades, etc.,. Au moins jusqu'en 1982, l'Organisation de libération de la Palestine fournit des lance-roquettes à l'IRA provisoire.
Les Provisoires poursuivent leur campagne d'attentats à la bombe. Le 17 février 1978, une bombe incendiaire explose à l'hôtel La Mon House à Belfast, tuant 12 civils qui n'étaient pas visés. À la suite de ces morts imprévus et des critiques, la PIRA présente ses excuses et abandonne l'usage de bombes incendiaires,. Continuant à agir en Grande-Bretagne, elle décide d'étendre ses activités militaires au reste de l'Europe à partir de 1978, visant les bases britanniques en République fédérale d'Allemagne, en Belgique ou encore aux Pays-Bas,. À la fin des années 1970, elle décide de cibler des personnalités de premier plan. En février 1979, Richard Sykes, ambassadeur britannique aux Pays-Bas, est assassiné. Le 27 août, le bateau de Louis Mountbatten, oncle de la reine Élisabeth II, explose au large de Mullaghmore, en Irlande. Le 25 avril 1987, une bombe tue Maurice Gibson, juge à la Cour d'appel, et sa femme. Le 16 octobre 1984, les Provisoires font exploser une bombe au Grand Hôtel de Brighton où se réunit le Parti conservateur, manquant de peu Margaret Thatcher qu'ils ont condamnée à mort après la grève de la faim de 1981. Le 6 mars 1988, trois volunteers désarmés sont abattus par le Special Air Service à Gibraltar. Leurs exécutions relancent la polémique sur une possible politique du « tirez-pour-tuer » du gouvernement britannique. Lors de leurs enterrements au cimetière de Milltown dix jours plus tard, un loyaliste, seul, tire sur la foule, tuant un volunteer et deux civils. Trois jours plus tard, lors de l'enterrement du volunteer, deux caporaux britanniques en civil, pris pour des loyalistes ou des SAS, sont pris à partie par le cortège et abattus par l'IRA provisoire.
Les Chefs d'État-major se succèdent. Séamus Twomey est arrêté le 3 décembre 1977. Il est remplacé par Gerry Adams, ou Brian Keenan. Martin McGuinness est nommé à ce poste en 1978 ou 1979,. En 1982, Ivor Bell le remplace pendant un an, puis Kevin McKenna devient Chef d'État-major jusqu'en 1989, date à laquelle Martin McGuinness reprend la direction de l'organisation,,,. À partir de 1981, les forces de sécurité britanniques « retournent » plusieurs membres de l'IRA provisoire. Appelés « supergrass » (« super-indicateur »), ils permettent des vagues d'arrestations dans le milieu républicain, comme celle d'Ivor Bell, Chef d'État-major, en 1983,.
Le 20 septembre 1986, la Convention générale de l'armée se réunit pour la première fois depuis celle fondatrice de l'organisation. Le 14 octobre, un communiqué annonce le maintien d'une politique de lutte armée mais surtout ouvre la voie à la fin de l'abstentionnisme qui caractérise pourtant le mouvement républicain depuis ses origines. Le Ard-Fheis du Sinn Féin le 2 novembre soutient cette transition vers l'électoralisme,. À la fin des années 1980, le Social Democratic and Labour Party, nationaliste modéré, tente de persuader le Sinn Féin de désarmer l'IRA provisoire, tandis que le Secrétaire d'État pour l'Irlande du Nord Peter Brooke envisage d'ouvrir des pourparlers avec elle si un cessez-le-feu est prononcé.

### 1991-2005: processus de paix et désarmement
La décennie débute par un cessez-le-feu de quelques jours de l'IRA provisoire pour Noël 1990. Le 7 février 1991 pourtant, la résidence du Premier ministre britannique, le 10 Downing Street, est visée par des tirs de mortiers, un avertissement des Provisoires à John Major, le nouveau remplaçant de Margaret Thatcher. En 1992, la PIRA lance une campagne d'attentats à la bombe en Angleterre (attentats de Warrington, attentat de Bishopsgate...) visant entre autres à causer des dégâts économiques majeurs (17 milliards de £ en 1992 et 10 milliards de £ en 1993 lors d'attaques contre la City),,. Elle continue aussi ses opérations en Irlande du Nord. Le 23 octobre 1993, une bombe visant une réunion des Ulster Freedom Fighters dans un bureau de l'Ulster Defence Association explose sur Shankill Road, dans un quartier protestant de Belfast, faisant 10 morts, 9 civils protestants et l'un des poseurs de bombe.
À la suite de rencontres secrètes débutées en janvier 1991 entre l'IRA provisoire et le gouvernement britannique, l'organisation déclare un cessez-le-feu le 31 août 1994 pour minuit, « reconnaissant le potentiel de la situation actuelle et afin de renforcer le processus de paix démocratique », débuté par la Downing Street Declaration, appelant à des négociations. Néanmoins, sous le nom de Direct Action Against Drugs, la PIRA abat plusieurs trafiquants de drogue en 1995. Dans les années 1990, elle mène plusieurs opérations de ce style, menaçant ainsi plusieurs trafiquants le 4 et 5 octobre 1991 et tuant Martin Cahill.
L'IRA provisoire est peu satisfaite de l'absence d'avancée du processus de paix et déclare le 9 février 1996 à 17h30 reprendre ses opérations militaires « à contre-cœur ». À 19h01 une bombe explose dans le quartier de Canary Wharf, à Londres. Néanmoins, l'intensité des nouvelles attaques reste volontairement modérée pour ne pas gêner les progrès du Sinn Féin. En mai 1997, le Labour Party gagne les élections et Tony Blair devient Premier ministre du Royaume-Uni. Il se déclare prêt à tenir des négociations avec les républicains si l'IRA provisoire met en place un cessez-le-feu. Le 19 juillet, l'organisation annonce un nouveau cessez-le-feu, « préparée à renforcer la recherche d'un accord de paix démocratique par de vrais et nettes négociations »,. Au mois d'octobre, lors de la Convention générale de l'armée, réunie dans le Comté de Donegal en Irlande, le Quartermaster General, la branche responsable de l'approvisionnement, demande la fin de ce cessez-le-feu. En opposition avec la ligne générale de l'IRA provisoire, ses membres fondent dès l'automne une organisation paramilitaire dissidente, la Real Irish Republican Army.
Le 10 avril 1998, avec le soutien des principaux partis politiques nord-irlandais dont le Sinn Féin, les Premiers ministres irlandais et britannique, Bertie Ahern et Tony Blair, signent l'accord du Vendredi saint. Mettant en place les structures d'un nouveau système de gouvernement en Irlande du Nord et largement accepté par les populations du Nord et du Sud, l'accord prévoit la libération des prisonniers paramilitaires et demande aux partis le soutenant « d'user de toute l'influence qu'ils peuvent avoir, pour achever le déclassement de toutes les armes paramilitaires dans deux ans ». 20 jours après la signature de l'accord, l'IRA provisoire annonce que la décision de se désarmer lui appartient entièrement et refuse de rendre les armes.
La question du désarmement occupe depuis 1995 la table des négociations, le Secrétaire d'État pour l'Irlande du Nord Patrick Mayhew demandant même le déclassement des armes des Provisoires comme préalable à la participation du Sinn Féin. Malgré l'accord, l'IRA provisoire voit son désarmement comme une défaite militaire et craint de ne plus pouvoir assurer la défense des quartiers républicains. Fin 1999 néanmoins, l'organisation entre en contact avec l'Independent International Commission on Decommissioning (IICD), chargé de superviser le désarmement des paramilitaires. Le 6 mai 2000, l'IRA provisoire promet de « mettre complètement et de manière vérifiable les armes de l'IRA hors d'usage » tandis que certains stocks sont inspectés par l'IICD pendant l'année et la suivante. Mais aucune arme n'est encore rendue, provoquant la démission le 1er juillet 2001 de David Trimble du poste de Premier ministre de l'Irlande du Nord. En juillet 2000 pourtant, tous les prisonniers républicains ont été libérés.
Après son cessez-le-feu de février 1996, des membres de l'IRA provisoire sont suspectés d'être impliqués dans des assassinats de trafiquants de drogue et de dissidents républicains opposés au processus de paix comme ceux de la Real Irish Republican Army.
À la suite des attentats du 11 septembre 2001 aux États-Unis qu'elle condamne, l'IRA provisoire décide de déposer une partie de son arsenal, dépôt confirmé par l'IICD le 23 octobre,. Le  28 juillet 2005, elle annonce mettre un terme à sa campagne armée, déclarant ne plus agir que « par des moyens exclusivement pacifiques »,. Le 26 septembre, l'IICD déclare avoir réceptionné l'ensemble de l'arsenal de l'IRA provisoire,.

## Organisation

### Structure
La structure de l'IRA provisoire, à quelques détails près, est similaire à celle de l'Irish Republican Army, elle-même inspirée de celle de la British Army.
La General Army Convention (Convention générale de l'armée, GAC) est l'organe suprême de décision de l'IRA provisoire. Elle doit théoriquement siéger chaque année (il n'y a néanmoins pas de réunion entre 1970 et 1986). Le Conseil de l'armée prend les décisions lorsque la GAC ne siège pas,.
La GAC est constitué de l'ensemble des membres de l'Exécutif, du Conseil de l'armée, du Grand Quartier général, des commandants et des délégués de chaque brigades,. En 1986, il rassemble le Conseil de l'armée et des délégués de l'Exécutif, du Grand Quartier général, des Commandements du Nord et du Sud, des brigades, des bataillons et des Unités de service actif,.
La GAC élit l'Exécutif,,, ou un comité qui nomme l'Exécutif,. Par ailleurs, elle seule peut décider du début ou de la fin d'une campagne militaire.
L'Exécutif de l'armée (Army Excutive) est l'organe décidant de la ligne politique directrice de l'IRA provisoire. Ses membres, au nombre de 12, ou 12 à 16 sont élus par un comité choisi par la GAC, ou directement élus par la GAC,,,.
Il n'a aucun pouvoir de décision militaire, mais élit les membres du Conseil de l'armée, du Grand Quartier général et le Chef d'État-major, ou seulement les membres du Conseil de l'armée,. Il peut en outre ordonner la réunion d'une Extraordinary Army Convention (Convention extraordinaire de l'armée).
Le Conseil de l'armée (Army Council) est l'organe dirigeant les campagnes militaires de l'IRA provisoire. Il est formé de 7 membres choisis par l'Exécutif de l'armée, 4 d'entre eux appartenant obligatoirement à l'Exécutif.
Selon Roger Faligot, le Président du Sinn Féin et le Chef d'État-major (nommé par l'Exécutif) en font automatiquement partie. Selon Richard English, le Chef d'État-major ne doit pas faire partie du Conseil de l'armée et est nommé par lui en même temps que les membres du Grand Quartier général.
Avec la création d'un Commandement nordiste à la fin de l'année 1976, son représentant fait partie du Conseil de l'armée.
Il est considéré ne plus fonctionner de sa propre décision depuis 2008 par l'Independent Monitoring Commission,.
Un Chef d'État-major (Chief of Staff) et son Grand Quartier général (General Headquarters) sont chargés du déroulement des opérations militaires et de l'entraînement des Volunteers.
Le Chef d'État-major est élu soit par l'Exécutif de l'armée,,, soit par le Conseil de l'armée (il doit dans ce cas ne pas en faire partie),.
Le Grand Quartier général est composé de six personnes, soit choisies par le Chef d'État-major,, soit par le Conseil de l'armée, : Quartermaster-General (approvisionnement), Adjudant-General (adjoint du Chef d'État-major), Director of Finances (responsable des finances), Director of Training (entraînement), Director of Intelligence (renseignement), Director of Operations (direction des opérations militaires).
L'organisation en elle-même a été dirigée par différents Chefs d'État-major. Les auteurs ne sont pas toujours d'accord sur les personnalités qui ont pu être à la tête de l'IRA provisoire.
| Nom                  | Début                                  | Fin                            | Note |
| -------------------- | -------------------------------------- | ------------------------------ | --- |
| Seán MacStíofáin,    | décembre 1969, réélu en septembre 1970 | 19 novembre 1972 (arrestation) | |
| Joe Cahill           | novembre 1972                          | mars 1973,                     | Selon Roger Faligot, Joe B. O'Hagan aurait pris l'intérim pendant que Joe Cahill est en Libye en 1973. Pour Peter Taylor, Ruairí Ó Brádaigh l'a déjà remplacé en décembre 1972. Il insiste de plus sur la rapidité du mandat. |
| Ruairí Ó Brádaigh    | décembre 1972                          | ?                              | Seulement selon Peter Taylor. |
| Séamus Twomey        | 1972-mars 1973,                        | septembre 1973 (arrestation),  | Pour Peter Taylor et Robert White, il devient Chef d'État-major après l'arrestation de Joe Cahill. |
| Éamonn O'Doherty     | septembre 1973                         | octobre 1974                   | Pour Roger Faligot, son mandat s'étale sur « fin 1973-début 1974 ». |
| Séamus Twomey        | octobre 1974                           | 3 décembre 1977 (arrestation)  | |
| Gerry Adams          | décembre 1977                          | 18 février 1978 (arrestation)  | Pour Roger Faligot, Brian Keenan et Martin McGuinness dirigent ensemble de 1977 à 1979. |
| Martin McGuinness    | 1978-1979                              | 1982,                          | |
| Ivor Bell            | 1982                                   | 1983                           | |
| Kevin McKenna        | 1983                                   | 1989                           | |
| Martin McGuinness    | 1989                                   | 1991                           | |
| Kevin McKenna        | 1991                                   | 1996                           | |
| Thomas "Slab" Murphy | 1996                                   | 1998-27 septembre 2001         | Pour Roger Faligot, il est remplacé dès 1998 par un « nordiste » membre du Conseil de l'armée, peut-être Brian Keenan. |
| Martin McGuinness    | 27 septembre 2001                      |                                | Selon les forces de sécurité irlandaises. Il est décédé le 21 mars 2017. |

Lors de la réorganisation de l'IRA provisoire dans la deuxième moitié des années 1970, la structure de commandement est complétée par deux organes : le Northern Command (établi sur l'Irlande du Nord et les comtés irlandais de Louth, de Cavan, de Monaghan, de Leitrim et de Donegal) est responsable des opérations militaires tandis que le Southern Command s'occupe de la logistique.
La PIRA conserve la division de ses troupes en brigades, héritée de l'IRA. Du fait du nombre restreint de membres, seules trois brigades existent en son sein : celles de Belfast, de Derry et de South Armagh. Les Unités de service actif (Active service units) ou compagnies sont la subdivision des brigades, mais aussi les unités de base dans les zones où il n'en existe pas. D'un effectif allant jusqu'à 20 membres lors de la fondation de l'IRA provisoire, elles sont divisées en petites cellules de trois à quatre Volunteers durant les années 1970,.

### Armement
L'arsenal de l'IRA provisoire s'est composé, entre autres, de fusils (carabines M1), de fusils d'assaut (AK-47, AR-15, AKM, M16), de pistolets mitrailleurs (M3A1 Grease gun), de mitrailleuses (FN MAG, DShK, Saco M60), de lance-roquettes RPG-7, de missiles sol-air SAM-7, de lance-flammes LPO-50, d'armes de poing (pistolets Taurus, revolvers Webley .455), de fusils de précision Barrett M82 et de plusieurs tonnes d'explosif Semtex. La PIRA, au fur et à mesure de sa campagne, développe un savoir-faire dans l'armement artisanal, fabriquant des explosifs à base d'engrais et d'essence (ANFO, surnommée Annie) ou encore des mortiers comme pour l'attaque du 10 Downing Street en 1991. Le Southern Command est responsable d'une large partie de l'arsenal, caché dans la partie sud de l'île,,. Malgré plusieurs contacts entre l'IRA provisoire et le KGB ou encore la Stasi, les services secrets du Bloc de l'Est ne lui fournissent aucun soutien durant le conflit. La majorité des armes utilisées par les Provisoires proviennent des États-Unis et de Libye.
L'Irish Republican Army ayant vendu la plupart de ses armes à la Free Wales Army, les Provisoires n'en possèdent que quelques-unes, assez anciennes, et doivent constituer leur arsenal en en important illégalement. Dès décembre 1969, les réseaux de soutien que possèdent les républicains au sein de la communauté irlando-américaine sont activés. Le premier chargement est intercepté à l'aéroport de Dublin. Le premier réseau d'approvisionnement en armes s'établit aux États-Unis au cours du printemps 1970 et les premières armes arrivent en Irlande du Nord durant l'été et l'automne. Au début de l'année 1971, l'arsenal de la PIRA est constitué principalement de fusils Armalite. Une équipe de 10 volunteers se charge de cacher les armes à New York dans le paquebot Queen Elizabeth 2 avant de les décharger à Southampton, puis de les amener jusqu'à Belfast. Face à l'augmentation du volume d'armes transporté, ce moyen est abandonné en 1975 et l'importation d'armes passe sous le contrôle du General Headquarters.
Durant les années 1970, les armes de l'IRA provisoire viennent principalement des États-Unis et de Libye. En 1972, Seán MacStíofáin missionne le Director of Supplies (Responsable de l'équipement) de trouver de nouvelles sources d'approvisionnement en armes au Moyen-Orient. La République arabe libyenne, dirigée par Mouammar Kadhafi, y répond positivement, proposant des armes lourdes, impossibles à obtenir aux États-Unis. Un premier chargement serait arrivé en Irlande au début du mois de novembre. Le 28 mars 1973, le bateau Claudia est intercepté par le Irish Naval Service avec à son bord 250 fusils, 240 armes de petits calibres ainsi que des mines antitanks et des explosifs, portant un coup dur à l'IRA provisoire selon Joe Cahill. Au cours des années 1970, l'organisation tente d'obtenir des armes du reste du monde. Un de ses membres est capturé en essayant d'importer illégalement des armes de petit calibre depuis la République socialiste tchécoslovaque. Euskadi ta Askatasuna lui fournit une cinquantaine de revolvers. Des lance-roquettes RPG-7 sont importés depuis une source européenne inconnue. Un chargement d'armes, dont des fusils mitrailleurs BREN et des RPG-7, fournies par le Fatah, est capturé en 1977 à Anvers.
En mai 1980, le Federal Bureau of Investigation met en place à New York une cellule spéciale pour lutter contre l'IRA provisoire, la « PIRA squad ». Plusieurs opérations de police aux États-Unis contribuent à démanteler durablement les réseaux d'approvisionnement en armes de l'organisation au début de la décennie. À partir du milieu des années 1980, la majorité de l'arsenal de la PIRA est importé depuis la Jamahiriya arabe libyenne,. Plusieurs bateaux sont appareillés pour transporter les armes fournies par les services spéciaux de Mouammar Kadhafi : le Kula, le Villa ou encore l'Eksund II,,. Au début des années 1990, Mouammar Kadhafi cesse de fournir des armes aux Provisoires. Il semble que la PIRA tente alors de recréer ses réseaux aux États-Unis. La lenteur de son désarmement au cours du processus de paix est peut-être due à son incapacité à retrouver des filières d'approvisionnement en armes.
Le Jane's Information Group estime que le désarmement de l'IRA provisoire auprès de l'Independent International Commission on Decommissioning représente 1 000 fusils de toutes sortes, 20 à 30 mitrailleuses lourdes, 90 armes de poing, 7 missiles sol-air, 7 lance-flammes, 11 lance-roquettes, plus de 100 grenades, 2 tonnes de Semtex ainsi que 1 200 détonateurs. Pour l'Independent Monitoring Commission, le 26 avril 2006, les possibles armes encore détenues par l'IRA provisoire ne seraient pas sous le contrôle du commandement de l'organisation, mais sous celle d'unités dissidentes.

### Effectif et soutien
L'effectif exact de l'IRA provisoire est, du fait de son aspect clandestin, difficile à estimer. Après sa scission avec l'Official Irish Republican Army, elle rassemblerait moins de 500 Volunteers. En 1971, l'estimation de l'armée britannique donne entre 500 et 1 300 Volunteers, Roger Faligot considérant que l'organisation est alors composée de 2 500 membres actifs et 3 000 membres en réserve, ce qui constituerait son apogée en termes d'effectif. Pour l'armée britannique, autour de 10 000 personnes sont impliquées avec la PIRA entre 1969 et 1972. Après sa réorganisation de la fin des années 1970, elle ressemblerait entre 1 500 et 2 000 membres actifs autour d'un noyau dur de 200 membres, ainsi que 3 000 sympathisants. Dans les années 1980, les estimations varient de quelques dizaines à quelques centaines de membres actifs, l'organe du Sinn Féin, An Phoblacht, donnant en 1988 le chiffre d'une trentaine de membres actifs et autour de 500 en réserve,. La majorité des volunteers sont de confession catholique.
Au début des années 1970, le respect des traditions du républicanisme irlandais (lutte armée contre la présence britannique, abstentionnisme…) par l'IRA provisoire lui apporte un large soutien de la part de la population catholique, qui la voit comme sa principale protection contre les forces de sécurité britanniques et les loyalistes. Les exactions de la British Army, des mesures politiques perçues comme anti-catholiques ou anti-républicaines et les attaques des loyalistes favorisent le soutien de la population catholique à la PIRA. Tandis qu'en 1973, 25 % des catholiques (principal support de l'IRA provisoire) considèrent que l'usage de la violence politique est légitime, en 1978, 35 % des protestants et 46 % des catholiques considèrent que l'IRA provisoire est patriotique et idéaliste. En 1998, 28 % des catholiques et 11 % des protestants éprouvaient de la sympathie pour la violence des groupes républicains,. Le Sinn Féin, considéré comme la branche politique de l'IRA provisoire, s'investissant à partir des années 1980 dans la politique électorale, obtient de bons succès électoraux. Il gagne principalement des voix au sein de la population catholique au détriment du Social Democratic and Labour Party, parti modéré.